# 千葉県道51号市川柏線

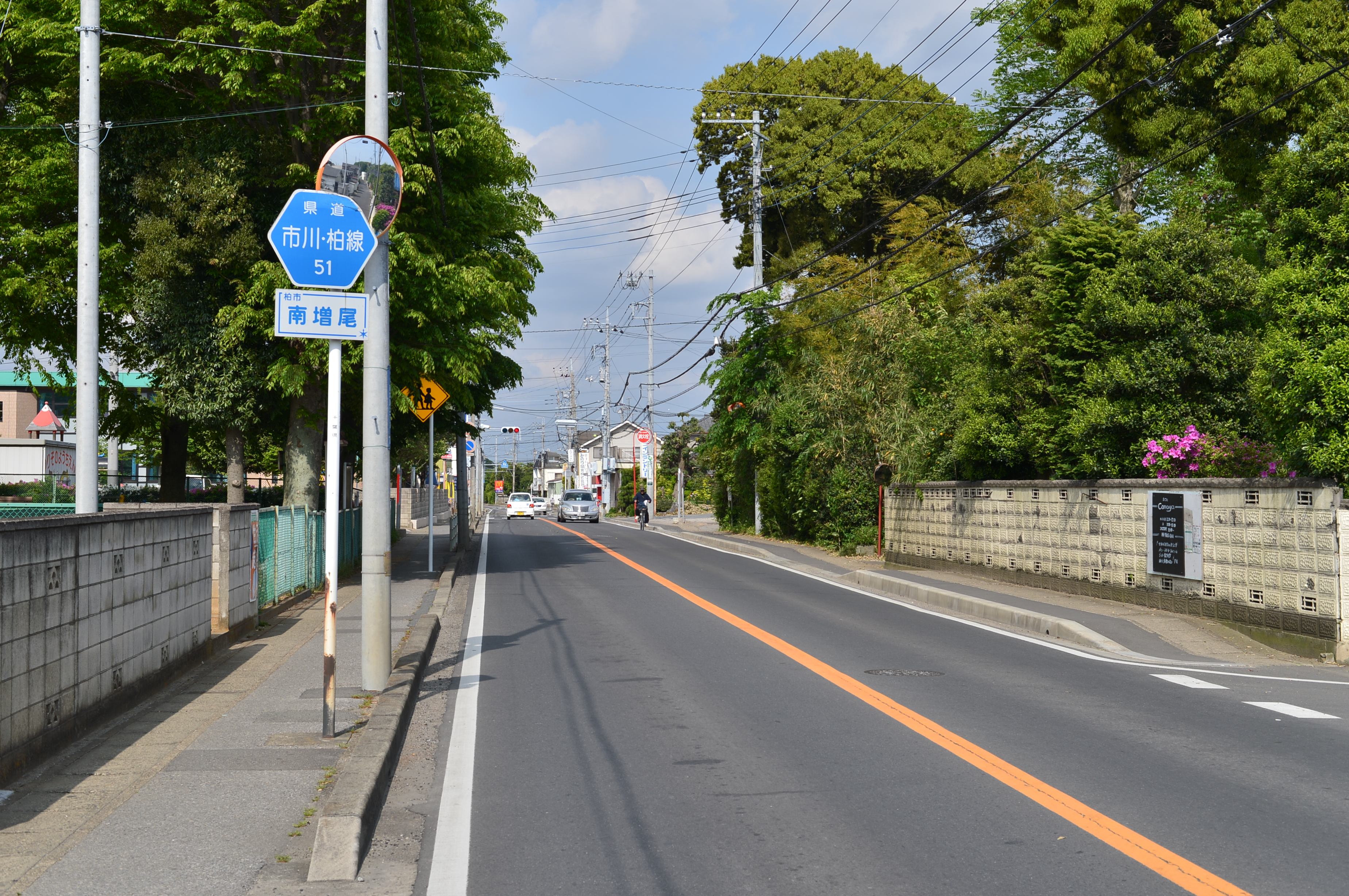
千葉県道51号市川柏線
柏市南増尾2丁目（2015年5月）

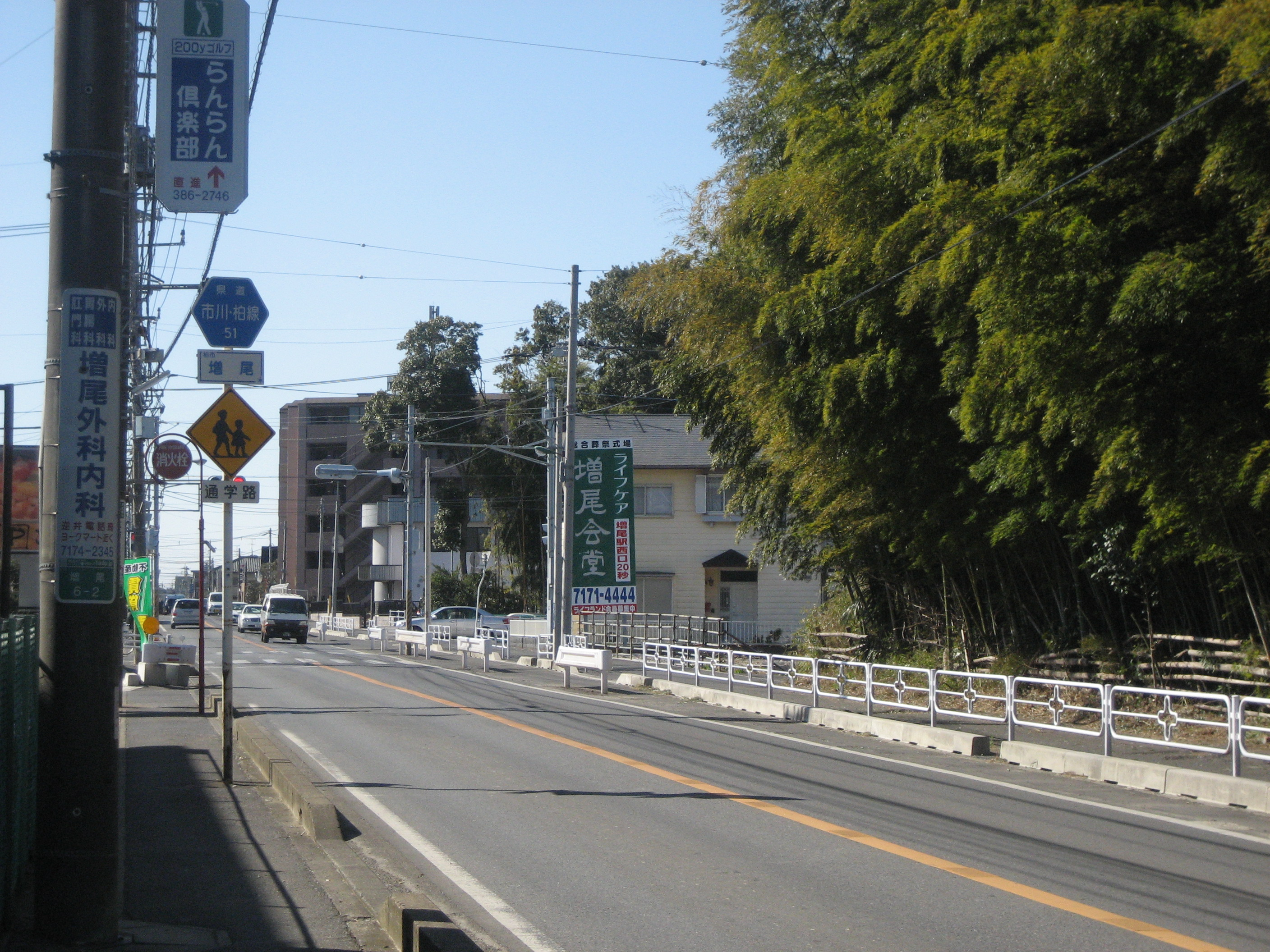
柏市増尾付近

千葉県道51号市川柏線（ちばけんどう51ごう いちかわかしわせん）は、千葉県市川市八幡の国道14号・千葉県道202号本八幡停車場線との交点である「本八幡駅前」交差点を起点とし、柏市旭町の国道6号との交点である「旭町5丁目」交差点を終点とする県道（主要地方道）である。

## 概要
市川市から松戸市東部を経て、柏市まで東葛地域を南北に縦断する。全体的に屈曲が多く、松戸市内にはセンターラインのない区間もある。

### 路線データ
- 起点：市川市八幡「本八幡駅前」交差点
- 終点：柏市旭町「旭町5丁目」交差点
- 総延長：*.* km（葛南土木事務所管内：*.* km、東葛飾土木事務所管内：*.* km、柏土木事務所管内：8.848 km）
- 重用延長：*.* km（葛南土木事務所管内：*.* km、東葛飾土木事務所管内：*.* km、柏土木事務所管内：0.0 km[1]）
- 未供用延長：なし（葛南土木事務所管内：*.* km、東葛飾土木事務所管内：*.* km、柏土木事務所管内：*.* km）
- 実延長：21.782 km（葛南土木事務所管内：3.000 km[2]、東葛飾土木事務所管内：9.934 km[3]、柏土木事務所管内：8.848 km[1]）

## 歴史
- 1976年（昭和51年）4月1日：主要地方道として指定される。
- 2013年（平成25年）5月10日：柏都市計画道路箕輪青葉台線の東武野田線（東武アーバンパークライン）を跨ぐ跨線橋を含む区間（柏市増尾地先 - 柏市増尾台：L=750m）が開通[4]。

## 路線状況

### 重複区間
- 千葉県道264号高塚新田市川線（市川市曽谷「曽谷三差路」交差点 - 松戸市高塚新田「高塚十字路」交差点）
- 千葉県道282号柏印西線（柏市あかね町 - 柏市柏）
- 千葉県道261号松戸柏線（柏市柏 - 柏市泉町「若葉町」交差点）

### 道路施設
- 陣屋前橋（JR武蔵野線、松戸市金ケ作）
- 松戸市にある都市公園21世紀の森と広場を高架橋で通過する。

## 地理

### 通過する自治体
- 千葉県
  - 市川市 - 松戸市 - 柏市

### 交差する道路
- 国道14号、千葉県道202号本八幡停車場線（市川市八幡、「本八幡駅前」交差点、起点）
- 千葉県道264号高塚新田市川線（市川市曽谷、「曽谷三差路」交差点）
- 千葉県道180号松戸原木線（松戸市高塚新田）
- 国道464号（松戸市高塚新田、「高塚十字路」交差点）
- 千葉県道281号松戸鎌ケ谷線（松戸市日暮）
- 千葉県道57号千葉鎌ケ谷松戸線（松戸市栗ケ沢）
- 千葉県道280号白井流山線（柏市逆井、「逆井3丁目」交差点）
- 千葉県道282号柏印西線（柏市あかね町）
- 千葉県道261号松戸柏線（柏市泉町、「若葉町」交差点）
- 国道6号（柏市旭町、「旭町5丁目」交差点、終点）

### 沿線の主な施設
- 本八幡駅（市川市八幡）- JR中央・総武緩行線・都営新宿線
- 京成八幡駅（市川市八幡）- 京成本線
- 不二女子高等学校（市川市八幡4丁目）
- 昭和学院（市川市東菅野2丁目）
- 高塚団地（松戸市高塚新田）
- 東松戸病院（松戸市高塚新田）
- 東松戸駅（松戸市東松戸）-  JR武蔵野線・北総線・成田スカイアクセス線
- 東京都立八柱霊園（松戸市河原塚）
- 新八柱駅（松戸市日暮）JR武蔵野線
- 八柱駅（松戸市日暮）京成松戸線
- 21世紀の森と広場（松戸市千駄堀）
- 千葉西総合病院（松戸市金ヶ作）
- 常盤平駅（松戸市常盤平1丁目）
- 増尾駅（柏市増尾）東武野田線（東武アーバンパークライン）
- 名戸ヶ谷病院（柏市名戸ヶ谷）
- 柏駅（柏市柏）JR常磐線・JR常磐緩行線・東武野田線（東武アーバンパークライン）